# Gran Premio Industria e Artigianato 1982
Il Gran Premio Industria e Artigianato 1982, sedicesima edizione della corsa e sesta con questa denominazione, si svolse il 18 agosto su un percorso di 214 km, con partenza e arrivo a Larciano. Fu vinto dall'italiano Gianbattista Baronchelli della Bianchi-Piaggio davanti ai suoi connazionali Pierino Gavazzi e Silvano Contini.

## Ordine d'arrivo (Top 10)
| Pos. | Corridore                | Squadra              | Tempo    |
| ---- | ------------------------ | -------------------- | -------- |
| 1    | Gianbattista Baronchelli | Bianchi-Piaggio      | 5h13'00" |
| 2    | Pierino Gavazzi          | Atala-Campagnolo     |          |
| 3    | Silvano Contini          | Bianchi-Piaggio      |          |
| 4    | Francesco Moser          | Famcucine-Campagnolo |          |
| 5    | Dag-Erik Pedersen        | Bianchi-Piaggio      |          |
| 6    | Sergio Santimaria        | Selle San Marco      |          |
| 7    | Moreno Argentin          | Sammontana-Benotto   |          |
| 8    | Claudio Savini           | Selle San Marco      |          |
| 9    | Alfio Vandi              | Selle San Marco      |          |
| 10   | Alessandro Paganessi     | Bianchi-Piaggio      |          |